# 德雷蒙德·格林
卓雷蒙·賈邁爾·格林（英語：Draymond Jamal Green，1990年3月4日—）為現役美國職業籃球運動員，目前效力於NBA聯盟的金州勇士，場上位置為大前鋒或中鋒。在2014-15賽季，格林入選NBA最佳防守陣容第一隊，同時也在NBA年度最佳防守球员票選中拿到最多的第一名選票，但最終不敵科懷·雷納德。之後兩年皆有入選NBA全明星和NBA最佳陣容前3隊，在2017年獲選為NBA最佳防守球員。
格林出生於美國密西根州的薩吉諾，大學時期曾代表密西根州立大學斯巴達人隊出賽。在四年的大學生涯中，他幫助斯巴達人隊在2012年奪得十大聯盟總冠軍，並兩度打進NCAA前四強，並獲得了聯盟和國家級的榮譽，其中包括大二時獲得“十大聯盟年度最佳第六人”，大四時入選NCAA全美共識第一隊以及獲得NABC（National Association of Basketball Coaches）年度最佳球員。2012年NBA選秀會中，格林在第二輪第35順位被金州勇士隊選中。

## 高中生涯
格林在美國密西根州薩吉諾就讀薩吉諾高中，為教練盧·道金斯（Lou Dawkins）打球。
高二時格林場均12分11個籃板。高三時格林場均得到25分，13個籃板，3次助攻和3次抄截，帶領薩吉諾高中得到26勝1負的佳績，得到A級聯賽州冠軍。
2007年11月14日，格林決定加入密西根州立大學。原本密西根大學和肯塔基大學也在他的考慮名單中。他原先打算為肯塔基的塔比·史密斯（Tubby Smith）教練效力，但當他剛與肯塔基達成協議之後的一個月，史密斯教練就辭去了總教練的職位。格林在失望之餘便收回了加盟肯塔基的協定，轉而選擇了離家只有一小時路程的密西根州立大學。
2007-08年，高四的格林場均20分，13籃板和2阻攻，帶領薩吉諾高中取得27勝1負，被USA Today評比為排名第四的佳績，也連續第二年蟬聯A級聯賽州冠軍。後來他被任命為底特律自由新聞全州夢幻隊的隊長，並被評為ESPN150中的第36名，同時在大前鋒中排名第13名。
| 姓名 | 家鄉                                                     | 高中       | 身高                 | 體重         | 承諾日       |
| --- | -------------------------------------------------------- | ---------- | -------------------- | ------------ | ------------ |
| 卓雷蒙·格林 大前鋒 | 密歇根州萨基诺                                           | 萨基诺高中 | 6英尺7英寸（2.01米） | 225磅（102） | 6月 28, 2007 |
| 卓雷蒙·格林 大前鋒 | 招募星级： Scout： Rivals： 247Sports： N/A ESPN評分：96 |            |                      |              |              |
| 總體新秀排名： Scout：26 (PF); 17 (school) Rivals：31 (PF); 122 (national) |                                                          |            |                      |              |              |
| - 附註：許多時候，Scout、Rivals、247Sports以及ESPN在身高體重的數據可能會不同 . - 在這種情況下選擇平均值，而ESPN grades滿分為100分。 來源： - . Rivals.com. [August 18, 2013]. - . Scout.com. [August 18, 2013]. - . ESPN.com. [August 18, 2013]. - . Scout.com. [August 18, 2013]. - . Rivals.com. [August 18, 2013]. |                                                          |            |                      |              |              |

## 大學生涯

### 大一
2008-09賽季，格林為斯巴達人隊替補出賽37場，場均得到3.3分3.3個籃板。在密西根州大闖入2009年NCAA錦標賽冠軍賽時，格林把自己的數據提高到場均8.5分和5.3個籃板，在球隊得分排名第四，籃板排名第2，而投籃命中率為全隊最高的0.679。

### 大二
2009-10賽季，格林為斯巴達人隊出賽的37場中有3場先發，場均9.9分，7.7個籃板，3.0個助攻和1.2個抄截。他成為密西根州大歷史上第一位被評為“十大聯盟年度最佳第六人”的球員。格林同時入選了十大聯盟最佳陣容第三隊和MSU的最佳進步球員。格林在12月10日對陣奧克蘭大學和12月30日對上德州大學阿靈頓分校時都取得了賽季新高的19分。他還得到了七場雙十，其中在2月6日對決伊利諾伊大學厄巴納-香檳分校時攻下了17分16籃板。

### 大三
2010-11賽季，格林場均12.6分8.6籃板。2011年2月10日，格林成為了繼查理·貝爾和魔術強森之後，第三位為密西根州大取得大三元的男籃球員。
在2011年NCAA一級男子籃球錦標賽中，面對加州大學洛杉磯分校，儘管輸掉比賽，但格林取得了賽季的第2個大三元，是NCAA錦標賽史上第七位達成的球員。此外，他連續第二年獲得“十大聯盟年度最佳第六人”的榮譽。

### 大四
2011-12賽季，格林做為斯巴達人隊的隊長，帶領球隊再一次取得十大聯盟冠軍，是球隊歷史上第13次，也是近4年的第3座冠軍。本季格林四度獲選為十大聯盟單周最佳球員，綜觀斯巴達人隊史，也從來沒有任何一個球員單季獲選超過3次。2012年3月5日，格林被教練和媒體們評為十大聯盟最佳球員，同時入選十大聯盟最佳陣容第一隊。2012年3月10日，格林超越约翰尼·格林成為密歇根州立大学隊史上籃板數排名第二的球員，生涯中一共取得了1046個籃板。
2012年3月16日，格林在2012年NCAA錦標賽第二輪比賽中對陣長島大學-布魯克林分校時取得生涯第3個大三元，是繼奧斯卡·羅伯森和魔術強森後，第3位能在NCAA錦標賽上取得2個大三元的球員。
2012年3月22日，密西根州大對陣路易斯維爾大學，然而不幸最後輸掉比賽。格林得到了16個籃板，使他的總籃板數來到1,096個，超越了格雷格·凱爾瑟成為密西根州大隊史上籃板數最多的球員。格林最終成為密西根州大歷史上三位得到超過1000分和1000個籃板的球員之一。

### 大學統計數據
| 2008–09  | 密西根州大 | 37  | 0  | 11.3 | 55.6 | 0.0  | 61.5 | 3.3  | 0.8 | 0.6 | 0.2 | 0.6 | 1.8 | 3.3  |
| 2009–10  | 密西根州大 | 37  | 3  | 25.5 | 52.5 | 12.5 | 67.2 | 7.7  | 3.0 | 1.2 | 0.9 | 1.7 | 3.0 | 9.9  |
| 2010–11  | 密西根州大 | 34  | 28 | 30.1 | 42.6 | 36.6 | 68.3 | 8.6  | 4.1 | 1.8 | 1.1 | 2.3 | 3.4 | 12.6 |
| 2011–12  | 密西根州大 | 37  | 36 | 33.2 | 44.9 | 38.8 | 72.3 | 10.6 | 3.8 | 1.5 | 0.9 | 3.0 | 2.8 | 16.2 |
| 大學生涯 | 大學生涯   | 145 | 66 | 25.0 | 46.7 | 36.1 | 68.7 | 7.6  | 2.9 | 1.2 | 0.8 | 1.9 | 2.7 | 10.5 |

## NBA生涯

### 2012-13賽季
2012年NBA选秀大会上，格林在第2輪第35順位被金州勇士選中。2012年7月30日，格林和金州勇士簽下3年260萬的合約。
2012年10月31日，金州勇士開幕戰對上鳳凰城太陽隊，格林首度上場，他出賽1分鐘，留下1個防守籃板和1次犯規的成績。格林在布兰登·拉什和理察·傑佛森受傷後，逐漸獲得更多上場時間。開季時原本都是在垃圾時間上場，到11月22日時，格林已經能夠穩定的上場15到20分鐘。2012年12月9日，隨著格林的角色更加吃重，金州勇士更是在10場比賽中取得8勝的佳績。2012年12月12日，金州勇士對陣邁阿密熱火隊，格林在比賽時間剩餘0.9秒時的一個致勝上籃，使得金州勇士以97：95擊敗了這支衛冕軍。
2013年4月20日，金州勇士在季後賽首輪對上丹佛金塊。首场比赛的最後關頭，丹佛金塊後衛安德烈·米勒持球切過防守的格林，一個致勝上籃幫助丹佛金塊以97：95擊敗金州勇士。格林加強了自身的攻擊表現與三分準頭，最後金州勇士以4：2淘汰丹佛金塊，晉級第2輪。
金州勇士在季後賽第2輪對上圣安东尼奥马刺。2013年5月8日，格林在第二场比赛代替费斯图斯·艾泽里先發登場，勇士以100：91擊敗馬刺，而這也是勇士自1996-97賽季以來，再度在聖安東尼奧贏球。此役格林上場32分鐘，8投2中，得到5分7籃板5助攻。然而馬刺隨後以4：2淘汰勇士，格林也結束了人生第一次的季後賽之旅。

### 2013-14賽季
季末時，格林代替受傷的勇士前鋒戴维·李擔任先發，後者不確定是否賽季報銷。2014年4月14日，勇士本賽季的倒數第二場比賽，對上明尼蘇達灰狼隊。格林從板凳出發，得到生涯新高的20分以及追平生涯紀錄的12籃板，幫助勇士以130：120擊敗灰狼。格林82場比賽全勤，同時有12場先發出賽，場均可以得到6.2分5籃板1.9助攻。
2014年4月19日，金州勇士隊季后赛首輪出戰洛杉磯快艇隊。兩隊激烈廝殺打到第七場比賽，而格林7場皆有出賽，他以場均1.7抄截1.7阻攻博得防守美譽。但勇士在搶七賽中不幸落敗，無緣晉級。

### 2014-15賽季：初嘗總冠軍
開季前勇士前鋒戴维·李的左大腿肌受傷，跌出輪值表外，格林則被拔擢上先發大前鋒之位。
賽季前7場比賽，格林場均可得到13.6分，勇士打出5勝2敗的成績，但這兩敗卻是在11月9日、11月11日苦吞的二連敗。勇士反彈，隨後打出一波16連勝，格林在連勝期間平均可以得到13.3分，其中12月6日對上芝加哥公牛隊時，格林得到生涯新高的31分，助勇士以112：102擊敗公牛。2015年1月2日，勇士出戰多倫多暴龍隊，此役中格林得到16分11籃板13助攻，完成職業生涯中第一個大三元。
賽季結束後，格林成為NBA年度最佳防守球員以及NBA年度最佳進步球員的被提名人之一。
勇士以西區第一種子打進季後賽，首輪對上紐奧良鵜鶘隊，次輪對陣曼非斯灰熊隊，西區決賽迎戰休士頓火箭隊，歷經千辛萬苦，終於來到總冠軍賽舞台，迎戰克里夫蘭騎士隊。
勇士和騎士在前两场比赛都打進延長賽，不料第三场比赛敗給騎士，勇士陷入1：2的落後。科爾教練大膽變陣，將中鋒安德魯·波格特放回板凳，重新啟用前鋒安德烈·伊古達拉，而先發中鋒之位則由格林接下。以兼具速度和外線準度的「五小陣容」，有效封鎖騎士球星雷霸龍·詹姆斯，打的騎士措手不及。2015年6月17日，系列赛第六场，格林得到16分11籃板10助攻外帶3抄截，取得生涯第一個季後賽大三元。勇士奪得睽違40年的NBA總冠軍，格林也成為NBA史上第6位在總決賽取得大三元的球員，排在魔術強森、賴瑞·柏德、詹姆斯·渥錫、提姆·鄧肯、雷霸龍·詹姆斯之後。

### 2015-16賽季：初入全明星
2015年7月29日，格林和勇士簽下5年8200萬的新合約。
格林幫助勇士打出一波開季10連勝，此時格林場均可以貢獻11.9分7.7籃板和隊上最高的6.6助攻，還附帶1.2抄截1.2阻攻，相當全能。2015年11月24日，金州勇士隊出戰洛杉磯湖人隊，格林得到18分7籃板，而勇士戰勝湖人，創下NBA開季16連勝的新紀錄。
2015年11月27日，金州勇士隊以135：116戰勝鳳凰城太陽隊，格林攻下14分10籃板10助攻，得到生涯第3個大三元。其中格林4次出手皆命中，完成命中率100%的大三元，NBA上一次達成為博·奥特洛在2000年3月28日對陣賽爾提克隊所創。2015年11月28日，格林攻下13分11籃板12助攻，得到生涯第4個大三元，是自1964年的威爾特·張伯倫，再度有勇士球員可以在背靠背的比賽中連續獲得大三元。
2015年12月11日，金州勇士隊迎戰波士頓賽爾提克隊，兩隊打到二度延長賽，終場勇士以124：119取得艱苦的勝利。格林此役共出賽50分鐘，在五項籃球主要數據上皆取得五個或更多的成績，他一共繳出24分11籃板8助攻5抄截5阻攻，這是NBA自2012年的尼古拉·巴通姆後，再度有人取得「5X5」。格林亦是NBA過去40年來第3個得到至少20分10籃板5助攻5抄截5阻攻的球員，前兩位達成者為哈基姆‧歐拉朱萬和德瑞克·柯曼。勇士也將自己的開季不敗紀錄推進到24連勝。
2015年12月12日，僅管格林攻下21分11籃板，勇士仍以95：108敗給密爾瓦基公鹿隊，紀錄終止於24連勝。2016年1月2日，金州勇士隊歷經一次延長加時，以111：108擊敗丹佛金塊隊，格林得到驚人的29分17籃板14助攻，完成大三元。2016年1月4日，金州勇士隊以111：101擊敗夏洛特黃蜂隊，勇士主場維持著35連勝的不敗紀錄。格林得到13分10助攻15籃板，拿下連續3場大三元，這是勇士隊史第2位達成連續3場大三元的球員，上一次達成為湯姆·古拉在1959-60賽季所創。
2016年1月28日，格林入選西區全明星隊替補，首度在全明星賽登場。
2016年1月31日，金州勇士隊擊敗紐約尼克隊，格林9投9中，得到20分10籃板10助攻，再度完成命中率100%的大三元壯舉。2016年3月27日，金州勇士隊擊敗費城七六人隊，格林取得了本賽季的第12個大三元。2016年3月30日，金州勇士隊擊敗猶他爵士隊，格林成為NBA史上第一個單季取得超過1000分500籃板500助攻100抄截100阻攻的球員。
賽季結束後，格林入選NBA最佳陣容第二隊，同時也是NBA年度最佳防守球員的被提名人之一。他也入選NBA最佳防守陣容第一隊，格林所獲得的第一名選票甚至是第二多的。
本季格林共取得13次大三元，僅次於羅素·威斯布魯克的18次，格林打破了湯姆·古拉單季9次的紀錄，成為勇士隊史第一人。格林也追平了非後衛球員的單季大三元次數，和1996-97的格蘭特·希爾的13次並駕齊驅。
作為西區第一種子，勇士在季后赛第一輪以4：1，輕鬆擊退休士頓火箭隊。第二輪面對波特蘭拓荒者隊，勇士在首场比赛以118：106取勝，其中格林的23分13籃板11助攻，使他獲得生涯第2個季後賽大三元。第三场，勇士以120：108 落敗，而格林攻下生涯季後賽得分新高的37分。勇士最終以4：1挺進西區決賽。
西部決賽對陣奧克拉荷馬雷霆隊，勇士最後從3：1的壓倒性局面大逆轉，擊敗雷霆，再度跨進總冠軍賽。
总决赛，面對去年的老對手克里夫蘭騎士隊，格林在第二场投進5顆三分球，攻下28分7籃板5助攻，勇士前两场便以110：77取得2：0的領先。勇士靠著108：97的比數贏下第四场，取得3：1的極大優勢，格林在第七戰繳出32分15籃板9助攻的準大三元成績，但勇士敗給騎士。

### 2016-17賽季：第二次奪冠
2016年10月25日，金州勇士隊在開幕戰上迎戰聖安東尼奧馬刺隊，格林面對馬刺攻下18分12籃板，但勇士輸球。隨後格林助勇士開季打出14勝2負的成績，但11月26日，金州勇士隊對陣明尼蘇達灰狼隊時，格林因為左膝受傷不得不掛上免戰牌。他只休息了這一場比賽，
2016年12月1日，格林打出賽季最好的表現，20分15籃板9助攻，但勇士在二度延長賽中不敵火箭，以127：132輸球。2016年12月13日，金州勇士隊對上紐奧良鵜鶘隊，格林取得生涯第15個大三元，12分12籃板10助攻附帶4抄截，勇士以113：109取勝。
2016年1月2日，金州勇士隊對上丹佛金塊隊，勇士以127：119取勝。此役格林攻下15分10籃板13助攻，取得本季第2個大三元。2016年1月16日，金州勇士隊出戰克里夫蘭騎士隊，勇士以126：91一雪前恥。格林攻下11分13籃板11助攻，還有追平生涯的5阻攻，取得本季第3個大三元。
2016年1月26日，格林再度入選NBA西區全明星隊替補。
2017年2月10日，金州勇士隊迎戰曼菲斯灰熊隊，勇士在客場以122：107擊敗灰熊。格林上場37分鐘只砍下4分，卻得到12籃板10助攻10抄截5阻攻，這是NBA史上第一個得分未達10分的大三元。NBA史上僅有阿爾文·羅伯遜在1986年2月19日有過10抄截的大三元表現，與格林不同的是，阿爾文·羅伯遜繳出的是「大四喜」，他共取得20分11籃板10助攻10抄截。格林也成為NBA自1973–74賽季，阻攻和抄截數被正式統計以後 ，第一個單場攻下10抄截和5阻攻的球員。而格林單場10抄截，也是自2009年的拓荒者球星布兰顿·罗伊之後首位達成的球員。
2017年3月14日，金州勇士隊面對費城七六人隊，格林投了11次罰球拿下20分8籃板8助攻與6阻攻，這使他成為勇士隊史第11位送出400次火鍋的球員，阻攻數也超越前隊友安德鲁·博古特，躍升到排行榜第10名。2017年3月24日，金州勇士隊對上沙加緬度國王隊，格林取得本季得分新高的23分，勇士以114：100取勝。2017年3月31日，金州勇士隊出戰休士頓火箭隊，格林成為勇士隊史第一位單季可以得到150抄截150阻攻的球員，也是NBA自2008-09賽季的德维恩·韦德後再度有人達成。2017年4月2日，金州勇士隊面對華盛頓巫師隊，139：115，勇士獲勝。格林砍下11分13籃板12助攻，取得本季第5個，同時也是生涯第19個大三元。
賽季結束時，勇士67勝15負，以西區第一種子進入季後賽。
勇士首輪對決拓荒者。2017年4月16日，格林在首场比赛取得19分12籃板9助攻3抄截5阻攻，勇士以121：109贏球。勇士隨後橫掃拓荒者，晉級次輪。次輪對決爵士隊，2017年5月8日，勇士在客場以121：95擊敗爵士，以4：0淘汰對手晉級西區決賽。格林在本場比賽中上場35分鐘，11投5中，得到17分10籃板11助攻。這是他生涯季後賽的第3次大三元，追平了湯姆·古拉保持的勇士隊史球員季後賽生涯大三元數紀錄。最終勇士在西區決賽再度橫掃馬刺，連續三年奪下西區冠軍，勇士也創下NBA史上第一個12：0晉級總冠軍賽的紀錄。
連續三年，金州勇士隊都和克里夫蘭騎士隊在總冠軍賽碰頭。勇士贏得前3場比賽，包括凯文·杜兰特在第三场的一顆逆轉三分球，創下季後賽15：0的不敗神話。但第四场勇士苦吞敗仗，最後勇士把握住第五场，4：1擊敗騎士，奪回總冠軍。在賽季結束的頒獎典禮上，格林擊敗強力競爭者鲁迪·戈贝尔和科怀·伦纳德，獲頒NBA年度最佳防守球員的殊榮，終於得以一償宿願，也成為勇士隊史第一個獲獎人。

### 2018-19赛季
格林入选2018-19赛季NBA最佳防守阵容二隊。

### 2021-22賽季
格林入選2021-22赛季NBA最佳防守阵容二隊。並幫助勇士奪得總冠軍。

### 2022-23賽季
勇士於第二輪被湖人4-2淘汰。

## 職業生涯數據
| † | 代表格林於該年度贏得總冠軍 |
| * | 領先聯盟                   |

### NBA例行賽數據統計
| 賽季     | 球隊     | GP  | GS  | MPG  | FG%  | 3P%  | FT%  | RPG | APG | SPG | BPG | PPG  |
| -------- | -------- | --- | --- | ---- | ---- | ---- | ---- | --- | --- | --- | --- | ---- |
| 2012–13  | GSW      | 79  | 1   | 13.4 | 32.7 | 20.9 | 81.8 | 3.3 | 0.7 | 0.5 | 0.3 | 2.9  |
| 2013–14  | GSW      | 82  | 12  | 21.9 | 40.7 | 33.3 | 66.7 | 5.0 | 1.9 | 1.2 | 0.9 | 6.2  |
| 2014–15† | GSW      | 79  | 79  | 31.5 | 44.3 | 33.7 | 66.0 | 8.2 | 3.7 | 1.6 | 1.3 | 11.7 |
| 2015–16  | GSW      | 81  | 81  | 34.7 | 49.0 | 38.8 | 69.6 | 9.5 | 7.4 | 1.5 | 1.4 | 14.0 |
| 2016–17† | GSW      | 76  | 76  | 32.5 | 41.8 | 30.8 | 70.9 | 7.9 | 7.0 | 2.0 | 1.4 | 10.2 |
| 2017–18† | GSW      | 70  | 70  | 32.7 | 45.4 | 30.1 | 77.5 | 7.6 | 7.3 | 1.4 | 1.3 | 11.0 |
| 2018–19  | GSW      | 66  | 66  | 31.3 | 44.5 | 28.5 | 69.2 | 7.3 | 6.9 | 1.4 | 1.1 | 7.4  |
| 2019–20  | GSW      | 43  | 43  | 28.4 | 38.9 | 27.9 | 75.9 | 6.2 | 6.2 | 1.4 | 0.8 | 8.0  |
| 2020–21  | GSW      | 63  | 63  | 31.5 | 44.7 | 27.0 | 79.5 | 7.1 | 8.9 | 1.7 | 0.8 | 7.0  |
| 2021–22† | GSW      | 46  | 44  | 28.9 | 52.5 | 29.6 | 65.9 | 7.3 | 7.0 | 1.3 | 1.1 | 7.5  |
| 2022–23  | GSW      | 73  | 73  | 31.5 | 52.7 | 30.5 | 71.3 | 7.2 | 6.8 | 1.0 | 0.8 | 8.5  |
| 2023–24  | GSW      | 55  | 52  | 27.1 | 49.7 | 39.5 | 73.0 | 7.2 | 6.0 | 1.0 | 0.9 | 8.6  |
| 職業生涯 | 職業生涯 | 813 | 660 | 28.7 | 45.2 | 31.9 | 71.3 | 7.0 | 5.6 | 1.3 | 1.0 | 8.7  |
| 明星賽   | 明星賽   | 3   | 0   | 15.7 | 37.5 | 0.0  | 75.0 | 5.7 | 2.7 | 2.0 | 0.7 | 3.0  |

### NBA季後賽數據統計
| 賽季     | 球隊     | GP  | GS  | MPG  | FG%  | 3P%  | FT%  | RPG  | APG | SPG | BPG | PPG  |
| -------- | -------- | --- | --- | ---- | ---- | ---- | ---- | ---- | --- | --- | --- | ---- |
| 2012–13  | GSW      | 12  | 1   | 18.6 | 42.9 | 39.1 | 76.5 | 4.3  | 1.6 | 0.5 | 0.8 | 5.8  |
| 2013–14  | GSW      | 7   | 4   | 32.6 | 46.7 | 27.6 | 79.2 | 8.3  | 2.9 | 1.7 | 1.7 | 11.9 |
| 2014–15† | GSW      | 21  | 21  | 37.3 | 41.7 | 26.4 | 73.6 | 10.1 | 5.2 | 1.8 | 1.2 | 13.7 |
| 2015–16  | GSW      | 23  | 23  | 38.2 | 43.1 | 36.5 | 73.8 | 9.9  | 6.0 | 1.6 | 1.8 | 15.4 |
| 2016–17† | GSW      | 17  | 17  | 34.9 | 44.7 | 41.0 | 68.7 | 9.1  | 6.5 | 1.8 | 1.6 | 13.1 |
| 2017–18† | GSW      | 21  | 21  | 39.0 | 43.2 | 26.6 | 79.6 | 10.6 | 8.1 | 2.0 | 1.5 | 10.8 |
| 2018–19  | GSW      | 22  | 22  | 38.7 | 49.8 | 22.8 | 71.8 | 10.1 | 8.5 | 1.5 | 1.5 | 13.3 |
| 2021–22† | GSW      | 22  | 22  | 32.0 | 47.9 | 20.5 | 63.8 | 7.2  | 6.3 | 1.1 | 1.0 | 8.0  |
| 2022–23  | GSW      | 12  | 9   | 30.6 | 46.2 | 25.0 | 72.7 | 6.9  | 6.8 | 1.5 | 1.0 | 9.4  |
| 職業生涯 | 職業生涯 | 157 | 140 | 34.7 | 44.9 | 30.4 | 72.7 | 8.9  | 6.2 | 1.5 | 1.4 | 11.6 |

## 國家隊生涯
格林2016年入選美國隊參加巴西里約奥林匹克运动会，奪得男子籃球金牌。
格林2021年代表美國隊參加日本東京奧林匹克運動會，奪得男子籃球金牌。

## 外部連結
- 德雷蒙德·格林在fiba.basketball（英语）
- 德雷蒙德·格林在archive.fiba.com（存檔）（英语）
- 德雷蒙德·格林在NBA官網（英语）
- 德雷蒙德·格林在Basketball-Reference.com（NBA）（英语）
- 德雷蒙德·格林在Basketball-Reference.com（國際）（英语）
- 德雷蒙德·格林在Sports-Reference.com（NCAA）（英语）
- 德雷蒙德·格林在ESPN（NBA）（英语）
- 德雷蒙德·格林在Eurobasket.com（球員）（英语）
- 德雷蒙德·格林在Proballers（英语）
- 德雷蒙德·格林在RealGM（英语）
- 德雷蒙德·格林在Olympics.com（英语）
- 德雷蒙德·格林在Olympedia（英语）
- 德雷蒙德·格林在Team USA (archived)（英语）
- Michigan State bio